# Simon Blanka
Simon Blanka, 1883-ig Kohné; 1883–1884-ben Herczegi; 1884-től Kondor, férjezett Simon Norbertné (Arad, 1878. július 26. – Budapest, 1959. szeptember 27.) szakíró. A Magyar Nők Társasköre és a Dolgozó Nők Clubja alelnöke volt.

## Életpályája
Kondor (Kohné) József (1832–1903) rabbi és Mandl Anna (1841–1917) lányaként született. Tanulmányait az aradi templom-utcai községi elemi leányiskolában kezdte. 1919-ig Segesváron élt férjével és hat gyermekével, azonban menekülni kényszerültek és Budapesten telepedtek le. A vészkorszak idején svéd menlevél segítségével sikerült elkerülnie a deportálást, s több családtagjának is.

## Munkássága
Cikkei erdélyi, később fővárosi napilapokban és szaklapokban jelentek meg. Több rádióelőadásában női problémákkal, továbbá a lakáskultúrával és az otthon művészetével foglalkozott. Szerkesztette A dolgozó nő otthon (Budapest, 1960) című kiadványt.

## Családja
1897. április 25-én Budapesten házasságot kötött Simon Norbert (1871–1939) folyammérnökkel, későbbi műszaki főtanácsossal. 1919 júliusában kikeresztelkedtek az evangélikus vallásra.
Gyermekei:
- Simon Gyula (Segesvár, 1899–1982) ügyvéd. Felesége Magner Magdolna (1928–1932 között), második felesége Langfelder Stefánia Fanni (1915–1956) (1938-tól).
- Simon László (Segesvár, 1901–Sydney, 1989) mérnök. Felesége Dáni Margit (1909–?) (1935-től).
- Simon Jolán (Segesvár, 1903–1966)[7] könyvtáros. Férje Blatt Géza (1900–1942) orvos (1930-tól).
- Simon Klára (Segesvár, 1906–1987). Férje Török István (1904–?) magánhivatalnok (1937-től).
- Simon Irén (Segesvár, 1910–1987). Férje Popper János (Bécs, 1908–?) magánhivatalnok (1935-től).
- Simon Magda (Segesvár, 1913–2000). Férje Kellner Miklós (1907–1987).

## Művei
- Házi mindentudó (Budapest, 1946)
- A dolgozó nő otthon (szerkesztő, Budapest, 1960)